# 造橋庄
造橋庄為台灣日治時期1920年至1945年間存在之行政區，轄屬新竹州竹南郡。即今苗栗縣造橋鄉。

## 行政區劃
造橋庄在臺灣日治時期行政區劃的十二廳時期原屬新竹廳苗栗一堡之造橋庄、赤崎仔庄、大桃坪庄、牛欄湖、淡文湖、潭內。1920年10月，上述6庄合併為造橋庄，轄域內分為造橋、赤崎子、大桃坪、牛欄湖、淡文湖、潭內等6個大字。

## 交通

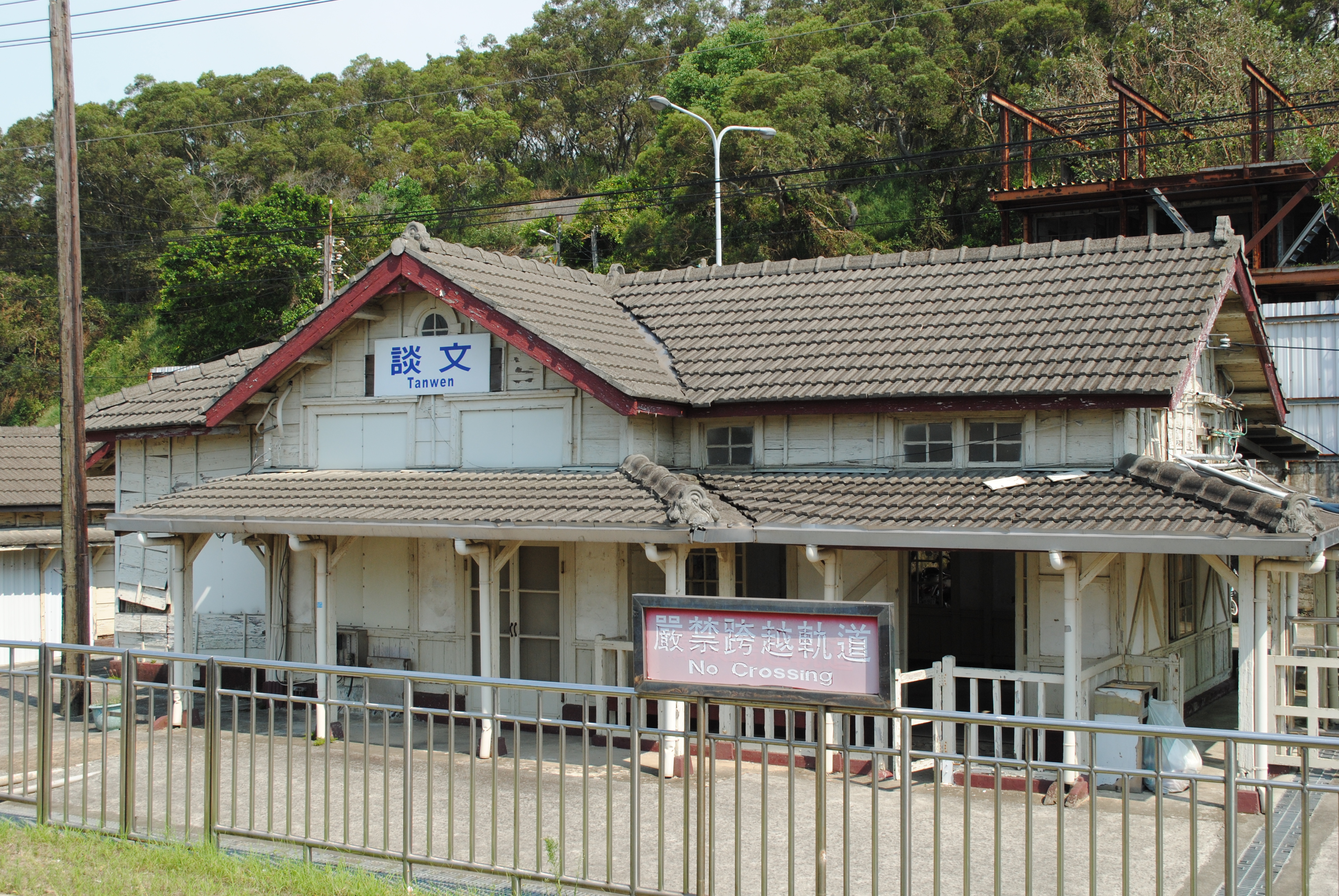
1922年落成之談文湖車站

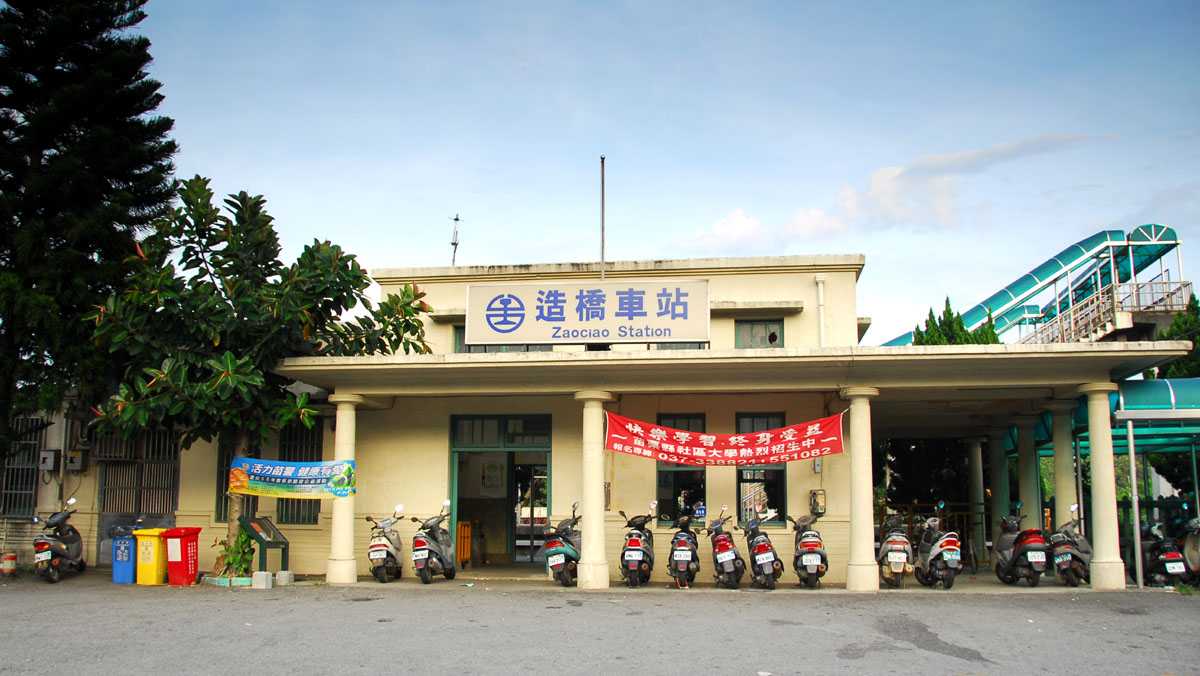
1935年落成之造橋車站

- 談文湖車站，戰後改稱談文車站

- 造橋車站

## 設施
- 造橋役場
- 造橋公學校→造橋國民學校（今苗栗縣造橋鄉造橋國民小學）

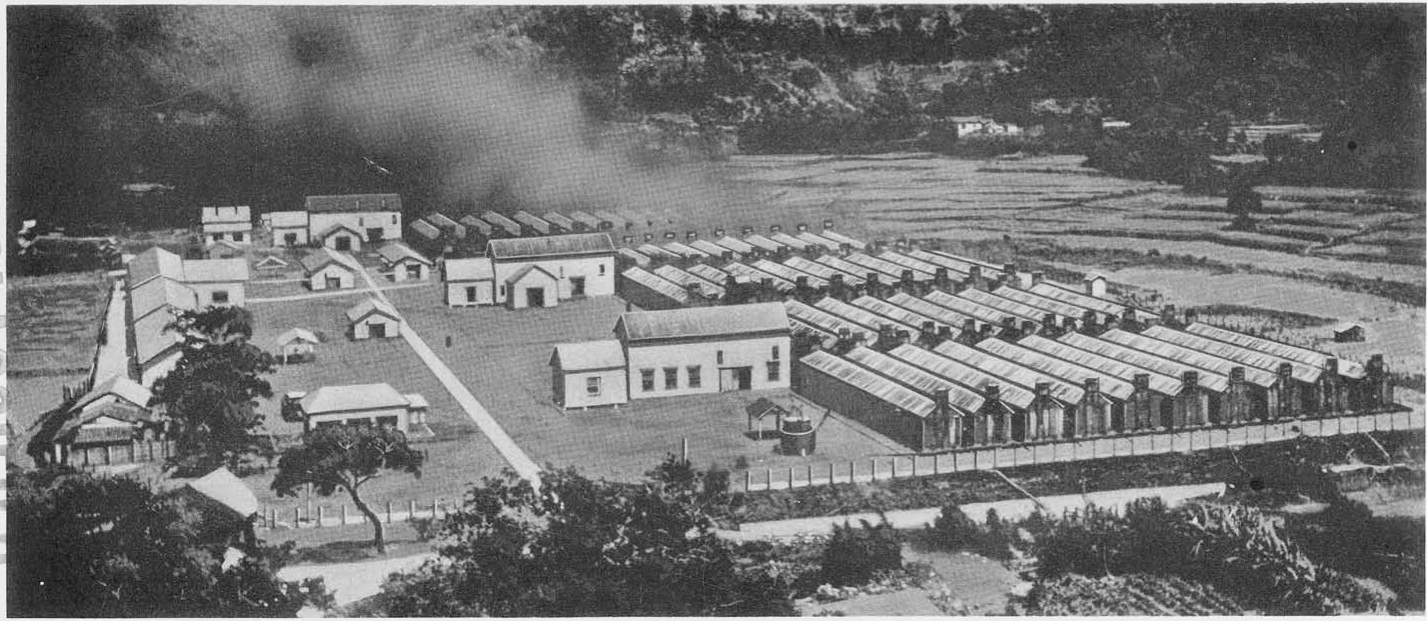
位於錦水鑛場的碳煙工廠

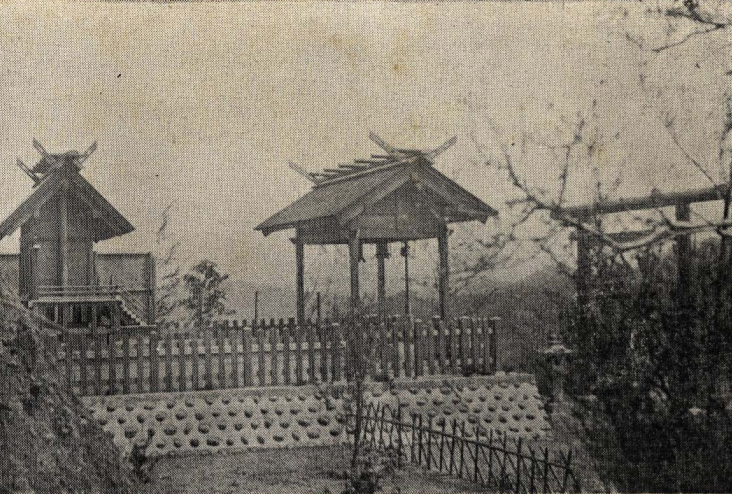
錦水神社

- 造橋警察官吏派出所
- 造橋信用購買販賣利用組合
- 日本石油株式會社錦水鑛場

- 錦水神社